# Aleš Česen
Aleš Česen, slovenski alpinist, * 26. april 1982.
S plezanjem se ukvarja že od otroštva, saj ju je skupaj z bratom Nejcem oče Tomo vzgajal v tej smeri. Z alpinizmom se je začel ukvarjati kasneje.
Na prvi večji odpravi v Kirgiziji (Tjanšan) je bil leta 2003. Z bratom Nejcem, sta leta 2004 v parku Yosemite (ZDA) plezala v velikih stenah: El Capitan in Half Dome. Leta 2005 se je udeležil odprave v Himalajo, na Kula Kangri (Tibet). 
Z bratom pogosto pleza v okolici Chamonixa v (Franciji), v Italiji, največ pa v domačih gorah. Odlikuje ju tudi športno plezanje in plezanje po ledenih slapovih.
Leta 2015 je prejel nagrado Zlati cepin za prvenstveni vzpon v severni steni Hagšuja z Luko Lindičem in Markom Prezljem, kot tudi leta 2019 za prvenstveni vzpon v severni steni Latoka I z Luko Stražarjem in Tomom Livingstonom.

## Najboljši vzponi v letu 2004
- Julijske Alpe, Stenar, Led s severa (leva vstopna varianta); V/5+, M5+, 800m
- Yosemite, Regular NW Face, VI, 5.9, C1, 750m
- Yosemite, El Capitan, The Nose VI, 5.9, A1, 1200m
- Yosemite, El Capitan, Salathe Wall; VI, 5.9, A2, 1200m
- Yosemite, Separate Reality;

## Najboljši vzponi v letu 2005
- Vzpon v Divine Providence (VII, A2-3, 900 m + 600 m) v južni steni Grand Piller d"Angle
- Kareijang: Slovenska smer, 70°, 40-50°, 800 m(Prvenstvena smer preplezana v enem dnevu)
- Bavh: Divji lovec - Penzion Bavh, V/M6, 1100 m (Prva prosta ponovitev)

## Najboljši vzponi v letu 2006
- Nameless Tower, Slovenska smer VIII/VIII+, 1000 m (prosta ponovitev)